# Alice Leighton Cleather
Alice Leighton Cleather (Engeland, 1846 – Darjeeling, 4 mei 1938) was een prominent, vroeg lid van de theosofie (Theosophical Society) van Blavatsky.
Cleather werd in 1846 in Engeland geboren. Ze werd lid van de TS in 1885 en Blavatsky's leerling vanaf 1887, toen Blavatsky van Oostende naar Engeland kwam. Cleather woonde toen met haar man, kolonel William Barclay Gordon Cleather en twee kinderen in Eastbourne. Haar man werd nooit lid van de T.S., maar ontving toch een handgeschreven diploma als erelid. Vanaf 1888 was ze lid van de 'Esoterische Sectie' en vanaf 1890 een van de twaalf leden van de 'Innerlijke Groep', die uit zes mannen en zes vrouwen bestond. In H.P.Blavatsky as I knew her noemt ze hun namen: gravin Constance Wachtmeister, Isabel Cooper-Oakley, haar zuster Laura Cooper, Emily Kislingbury, Annie Besant, dr. Archibald Keightley (die met mw. Campbell Ver Planck alias 'Jasper Niemand' trouwde), Herbert Coryn, George Mead, Claude Wright, dhr. Old en dhr. Sturdy. Ze is bekend om haar geschriften, als stichter van de 'HPB Bibliotheek' en medeoprichter met William Kingsland van de 'Blavatsky Association' (1923-1947).
In 1895 scheidde William Quan Judge zich af van de Adyar Theosophical Society en Cleather werkte nauw samen met zijn opvolger, Katherine Tingley. In 1899 nam Cleather afstand van de twee groeperingen, die binnen de T.S. waren ontstaan, omdat ze beiden afweken van Blavatsky's leringen. Ze was samen met Basil Woodward Crump een groot bewonderaar van Richard Wagner en samen schreven ze een boek over zijn opera's. In 1920 woonde Cleather met haar zoon Graham en Basil Crump in India, waar ze Geshé Rimpoché ontmoette, een Gele Lama en abt van het Dungkar klooster, 6 mijl ten noorden van Yatung in de Chumbi vallei in Tibet. Ze werden in 1920 door Geshé Rimpoché bij het altaar onder de Bodhiboom buiten de Mahabodhitempel in Bodhgaya tot boeddhist (bij de Gelukpa of Geelkappen) gewijd en reisden naar Ladakh (Klein Tibet). Ze reisden vervolgens in december 1925 naar China om het Chinese Boeddhisme te bestuderen, waar ze in Peking de Tashi Lama ontmoette. Ze werden in de lente van 1926 ontvangen bij vier van de belangrijkste Boeddhistische tempels in Peking. Bij de Kwang Tze tempel staan ze op de foto met Wang Tze Yu, de secretaris-tolk van de Tashi Lama. In Peking werd Buddhism, The Science of Life uitgegeven in 1928. Daarin werden haar eerdere pamfletten Why I Believe in Buddhism (1926) en Some Thoughts on Buddhism (1927) opgenomen. Ze overleed 4 mei 1938 in Darjeeling in India.

## Werken
- Parsifal Lohengrin en De Legende van de Heilige Graal, 1904, samen met Basil Crump
- H.P.Blavatsky: Haar Leven en Werk voor de Mensheid, 1922
- H.P.Blavatsky: Een Groot Verraad, 1922, samen met B. Crump
- H.P.Blavatsky: Zoals ik haar kende, 1923, samen met B. Crump
- Boeddhisme, de Wetenschap van het Leven, 1928, samen met B. Crump
- Pamflet, samen met Basil Crump geschreven: Het Pseudo-Occultisme van Alice A. Bailey, 1929

### Een Groot Verraad
In het boekje of pamflet Een Groot Verraad (A Great Betrayal) uit Cleather haar ongenoegen over Annie Besant, die volgens haar, onder de 'suggestieve' invloed van de 'sex perverseling' Charles Webster Leadbeater een 'neo-theosofie' met als thema 'De Terugkeer van Christus' begon, die geheel van de theosofie van Blavatsky afwijkt. Bovendien neemt ze haar kwalijk onder meer de uitgave van De Geheime Leer Deel III naar haar eigen hand te hebben gezet, terwijl de tekst al jaren eerder geheel door Blavatsky was voorbereid. Ook in De Stem van de Stilte maakte ze veranderingen betreffende de Pratyeka Boeddha's. Dit zijn mensen, die nirvana bereiken zonder zich te bekommeren om de wereld in ellende om hen heen. De 'Meesters van Wijsheid en Mededogen' staan tegenover hen en kiezen voor het andere Pad. Besant heeft volgens Cleather haar Leraar (Blavatsky) hiermee verraden en ze houdt haar bovendien verantwoordelijk voor de splitsing van de T.S. (Theosophical Society) in 1895 in een 'Theosofische Vereniging' (Adyar) en 'Theosofisch Genootschap' (Point Loma), na haar beschuldiging aan het adres van haar mede-'chela' William Quan Judge (van de Amerikaanse 'sectie'). Terwijl Besant niet meer was dan een 'chela in proeftijd' tijdens Blavatsky's leven, deed ze zich nu voor als een 'Ingewijde' en eiste ze van toegewijde leden volledige gehoorzaamheid aan haar persoon.
Cleather haalt voor haar argumenten onder meer werk aan van: Eugène Lévy, Edouard Schuré, Pandit Bhagavan Das van het Central Hindu College en dr. Stokes.

### Boeddhisme, de Wetenschap van het Leven
In Boeddhisme, de Wetenschap van het Leven neemt Cleather de eerste twee hoofdstukken Waarom ik in Boeddhisme geloof en Enige gedachten over Boeddhisme voor haar rekening. In het voorwoord tot de Chinese vertaling van het laatstgenoemde hoofdstuk schreef Hsiang-Lo Wang, dat Cleather er voor wilde zorgen dat de culturen van Oost en West elkaar via het Boeddhisme zouden ontmoeten. Dit hoofdstuk werd niet alleen in het Chinees, maar ook al in 1927, door baron Girard de Soucanton, toen het los als pamflet verscheen, in het Russisch vertaald. In het eerste hoofdstuk schrijft Cleather, dat Blavatsky Boeddhisme onderwees en dat Blavatsky zelf een Boeddhist van de Mahâyâna School was. Alles wat ze uitgaf in haar boeken en instructies aan haar Innerlijke School, was volgens Cleather, afkomstig van de Adepten, die in Tibet in strikte afzondering leven en enkel bekend zijn aan de Tashi Lama en de hoge ingewijde Lama's van de Gele of Hervormde Orde (Gelukpa's). Wat Blavatsky doorgaf maakt deel uit van de Oude Wijsheid (Bodhidharma in het Sanskriet en Putitamo in het Chinees), waarop de Boeddhistische leer is gebaseerd. Blavatsky's Esoterische Boeddhisme staat, zegt Cleather, op een lijn met de Mahâyâna School van het Noordelijke Boeddhisme.